# Vegagerðin
Vegagerðin är en isländsk myndighet som har landets vägar som sitt verksamhetsområde. Myndigheten har sitt huvudkontor i Reykjavik.